# Оригинальная англоязычная манга
Оригина́льная англоязы́чная ма́нга, сокращённо ОАМ или OEL (англ. Original English-language manga) — термин, который используется для описания комиксов или графических романов, нарисованных не-японскими авторами под влиянием манги — японских комиксов. Также используются другие названия: «OEL-манга», «американская манга», «америманга» (англ. Amerimanga) — термин компании Studio Ironcat, придуманный для их журнала AmeriManga; «мировая манга» (англ. world manga) — термин Seven Seas Entertainment; «всемирная манга» (англ. global manga ) — термин издательства TOKYOPOP; «ниссэйкоми» — комиксы второго поколения; «западная манга»; «комиксы в стиле манга»; «псевдоманга» (англ. pseudo-manga) и другие.
ОАМ отличается от обычных комиксов тем, что она рисуется в псевдояпонском стиле: более плавные линии, большие глаза персонажей, менее четко прорисованы мускулы, в сюжетах присутствуют отсылки к японской культуре и т. д. На западе ОАМ менее популярна, чем манга, из-за ряда проблем, в частности, американская комикс-индустрия, в отличие от японской, предлагает молодым художникам меньше поддержки и требует быстрого возвращения вложенных средств.
По сравнению с Японией, меньше людей в принципе читают мангу, и американские читатели игнорируют «поддельную» мангу. ОАМ не пользуется спросом в классических магазинах комиксов, ориентированных на фанатов супергероев и брендов крупных издателей. Также проблемой является снижение объёмов продаж бумажных книг и переход на цифровой формат, а веб-комиксы обычно бесплатны и таким способом практически невозможно заработать на жизнь.

## История
Манга-стиль стал встречаться в США ещё в 1980-х годах, и обрел популярность в 2000-х, во многом благодаря рекламной кампании таких издательств, как TOKYOPOP.
Крупнейшим издателем ОАМ в мире является компания TOKYOPOP. В 2003 году успех ОАМ ShutterBox, испытавшей сильное влияние сёдзё-манги повлиял на то, что TOKYOPOP приняла решение начать сотрудничество с новыми и перспективными американскими художниками. С 2002 по 2008 год она спонсировала ежегодный конкурс для начинающих авторов «Rising Stars of Manga», позволявший находить новые таланты. Например, так успеха добились создатели Bizenghast и Peach Fuzz.

## Примеры
- Warcraft: The Sunwell Trilogy
- 12 Days
- Megatokyo
- Return to Labyrinth
- Bizenghast
- Dramacon
- In Odd We Trust

В России такие работы, как «StarCraft. Передовая», «Тёмное метро», «Сновидения», были опубликованы «Комикс-Арт».